# Bootania pilicornis
Bootania pilicornis är en stekelart som först beskrevs av Cameron 1909.  Bootania pilicornis ingår i släktet Bootania och familjen gallglanssteklar. Inga underarter finns listade.